# August-Lütgens-Park

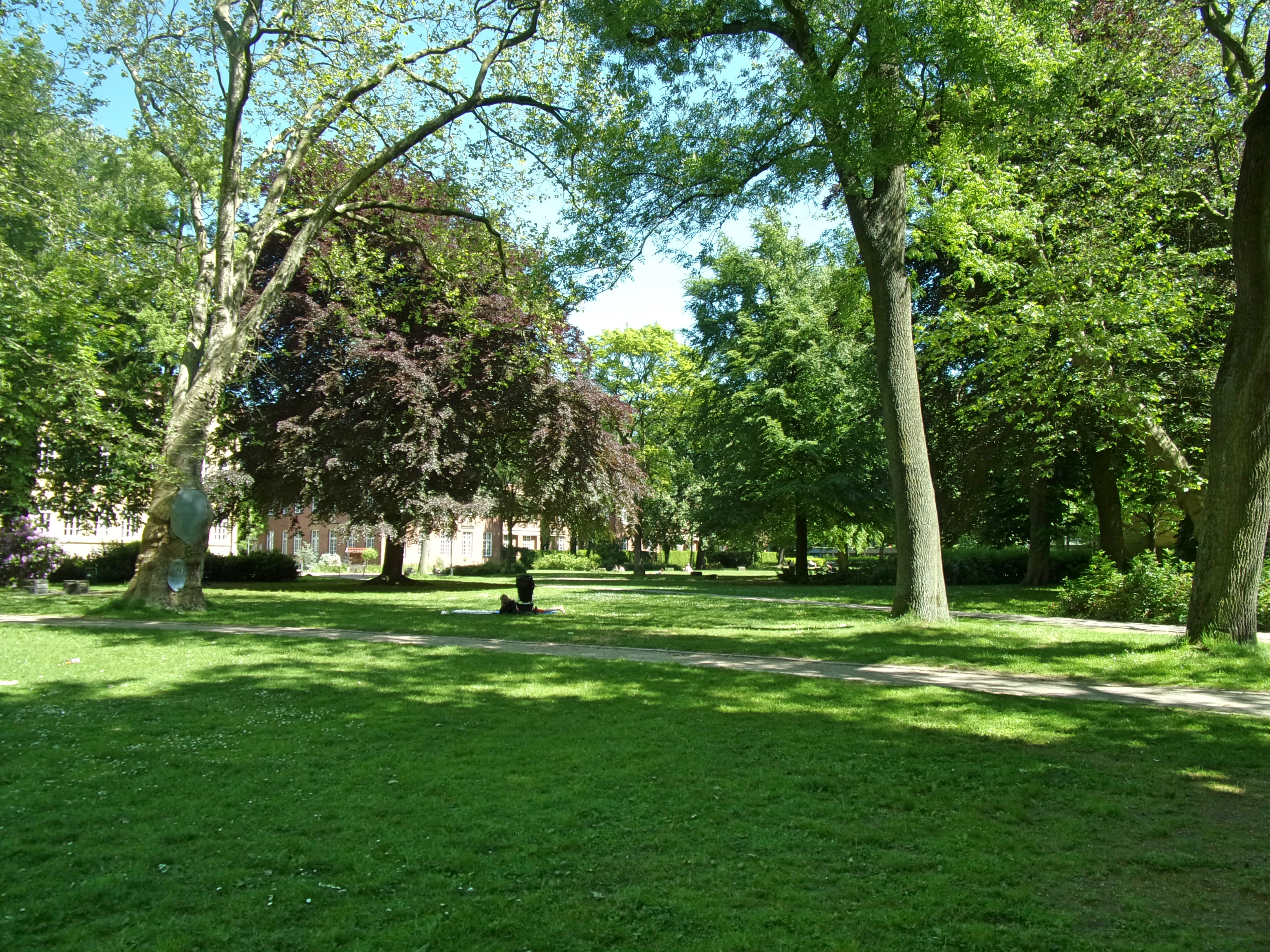
August-Lütgens-Park Altona

Der August-Lütgens-Park ist ein Park im Hamburger Stadtteil Altona-Altstadt. Er liegt nahe dem alten Krankenhaus Altona an der Max-Brauer-Allee.

## Name
Der Park wurde nach August Lütgens benannt, einem der Opfer des Altonaer Blutsonntags 1932. Lütgens und weitere seiner Genossen wurden Opfer einer Verhaftungswelle. Obwohl die Beteiligung nicht erwiesen wurde, wurde er ein Jahr später zum Tod verurteilt und im Innenhof des heutigen Altonaer Amtsgerichtes in der Max-Brauer-Allee geköpft. Somit steht der August-Lütgens-Park mit dem Walter-Möller-Park und dem Bruno-Tesch-Platz bei der Ehrung von NS-Opfern in einer Reihe.

## Lage
Der Park liegt zwischen den Straßen Hospitalstraße im Osten und Holstenstraße im Westen sowie Max-Brauer-Allee im Norden und Chemnitzstraße/Karl-Wolff-Straße im Süden. Es handelt sich um einen etwas versteckt gelegenen Park mit etwa 1,6 Hektar Fläche. Der Park setzt sich aus den ehemaligen Freiflächen um das alte Krankenhaus zusammen und verfügt über einen alten Baumbestand. Durch den Park ziehen sich verschiedene Wegeverbindungen, die ihn erschließen und gleichzeitig Wegeverbindungen zwischen den angrenzenden Wohngebieten darstellen. Am Park liegen zudem das Stadtteilkulturzentrum Haus Drei sowie zwei Kindergärten. Auch ist der Zugang zu einem Bunker vorzufinden.

## Vegetation und Nutzung
Im Park finden sich teils alte Bäume wie eine große Blutbuche. Einige sind auch für Kinder zum Klettern geeignet. Der Park dient der Naherholung und ist weniger frequentiert als etwa Wohlers Park oder der Walter-Möller-Park. Seit einem Umbau 2004 ist er „hundefrei“, was allerdings auf gemischte Reaktionen stieß.
Der Park steht mitsamt seiner Einfriedung unter Denkmalschutz.